# Johan De Smet (muzikant)
Johan De Smet  (1956) is een Gents muzikant en componist.

## Carrière
Drummer bij Mannen van den Dam. 
Johan De Smet componeert ondersteunende muziek voor theater en werkte onder andere mee aan Arne Sieren's Rode Oogst (1982) en Rattenkasteel (1983).

### Podiumproductie[1]
- 1976: Het verhaal van een man die bruggen bouwt
- 1981: De Bokkerijders... een Bokkenzang
- 1982: De rode oogst
- 1982: Lysistrata
- 1983: Rode Oogst (regie Arne Sierens)
- 1983: Van dageraad tot middernacht
- 1983: Gat in kop
- 1983: Het Rattenkasteel (regie Arne Sierens)
- 1984: Vrouwen van Troje
- 1984: SIrene
- 1984: Tubutsch
- 1985: De duivel
- 1985: Ubu koning
- 1985: Genoveva
- 1987: WERKEN HARDER DAN GEWOONLIJK
- 1987: De liefde voor de drie manen
- 1988: STAND-UP COMEDY
- 1988: Onze lieve doden
- 1988: Rosalie Niemand
- 1989: Je pleure des bananes
- 1990: Voorstelling
- 1991: De tuin
- 1991: Mario ga eens open doen er werd gebeld
- 1992: De discrete charme van de bourgeoisie
- 1992: De tuin
- 1992: Vaudeville
- 1993: Tante Euthanasie gaat achteruit
- 1993: De baardvrouwen
- 1993: Ambetango
- 1994: Anatomie Titus/Fall of Rome. Een Shakespearecommentaar voor de mensheid.
- 1995: De Presidentes
- 1995: Een veelvoud van stilte
- 1995: 2012 (now i am nationwide)
- 1996: de orkesrepetitie
- 1996: De Caracal
- 1996: Voetstappen in de nacht
- 1997: Kasper Hauser
- 1997: Top Dogs
- 1999: De republiek der Negatie
- 1999: Zangzaad
- 1999: Bentekik
- 2001: Asem
- 2001: De gespleten Burggraaf
- 2001: Decap
- 2001: C'est moi
- 2002: De jongen die het wist
- 2005: Confidenties aan een ezelsoor.
- 2007: Napoleon, Napoleon sta stille
- 2008: Erotische fabels
- 2008: Eerste sneeuw
- 2009: het verdriet aan de overkant